# イカリムシ
イカリムシ（錨虫、学名：Lernaea cyprinacea L.）とは、カイアシ類に属する節足動物で、淡水魚の寄生虫のひとつ。広い範囲の魚に寄生し、碇状の頭部を魚の体表に差し込んで生活する。

## 概要
イカリムシは甲殻類カイアシ類に所属する小動物であるが、成体の姿にはこの類の特徴は一見では見いだしがたい。魚に寄生して見られるのは雌成体であるが、その姿は長い棒の先に碇がある、という形である。これは胸部が細長く伸びたもので、頭部そのものはその先端に残存、他の体節はやや融合しながらも付属肢等は残る。しかしその前段階では1mmほどだった体が1cmほどに伸びるので、各部分はごく小さく、認めがたい。体の先端部に左右の突起を生じ、それがさらに先端で二分する姿が碇に似ているのが名前の由来で、これは松田・熊田が1928年に命名したものである。そのような構造を含む体の前端を魚の皮膚に挿入して寄生する。幼生はカイアシ類らしい形をしており、雄もほぼその姿で成熟する。
寄生された魚は、その部位が充血して他の微生物の感染を受けやすくなる。小型の魚では食欲を失って死亡することも少なくない。繁殖して養魚場などに被害を出す事がよくある。

## 特徴
雌成体は長さ8mm、幅0.3mmの棒状で、無色から淡黄緑色。先端部からは腹面に1対の棒状の突起、背面からはより大きくて先端が大きく2裂する突起があり、それぞれ横に伸び、この部分が碇のように見える。棒状部の大部分は胸部で、これは前方のやや細い頸部と後方の少し太い胴部に区別出来る。後端には1対の紡錘形の卵嚢がある。この体前部1/3～1/4を宿主体内に挿入した状態で寄生生活し、上記の体前部の突起は固着器として機能する。宿主外に出た体の後方の部分には珪藻やアオミドロのような糸状藻類、ツリガネムシなどを付着させていることがよくあり、特に秋にはそれがよく見られる。
肉眼的な構造は以上の通りで、カイアシ類どころか節足動物らしい構造も見て取れないのだが、実際には付属肢等の構造は全て備わっている。これは、雌の変態前の大きさが1mmほどであり、そこから胸部が上記の大きさにまで伸張し、ついでに体節も互いに癒合することによる。つまり付属肢等の構造は1mmサイズで備わっているわけである。頭部は固着器である突起のある前端部の下に小さく収まり、4節からなる第1触角、3節からなる第2触角はいずれも糸状で針状の毛がある。頭部には更に小球状の小顎、第1、第2顎脚、それに複眼も残存する。胸肢は4対あり、どれも二叉型で原節2節、内外肢は3節で刺毛がある。第1対は頭部突起直後、第2対はやや後方、外見的に頭部と見える部分のすぐ後ろに、第3対は頸部の後端、第4対は胴部の中央付近と互いに離れて残存する。後端には2節からなる尾叉がある。

## 生活史
繁殖期は5-9月で、20-30℃が適温である。雌成体の後端の卵嚢には150-250個の卵が入っており、これは1-2日で孵化する。ちなみに1頭の雌は生涯に10回以上抱卵し、産卵数は総計で5000を越すと言われる。孵化したものは体長0.14-0.16mmのノープリウスである。これは第二期としてメタノープリウスを経て2-4日で第一コペポディド幼生となる。これは頭胸節と三つの胸節、一つの腹節を持つカイアシ類的な姿の幼生で、後端には一対の長い尾刺を持つ。胸節の前二節には二叉した付属肢がある。その後第五コペポディド幼生まで、ほぼ同じ姿で、次第に胸節と付属肢が追加される。第四コペポディド幼生の頃に雌雄の判別がつくようになり、第五コペポディド幼生時に性的に成熟し、交尾が行われる。この時の大きさは体長0.7-0.9mmである。雄はその後このまま死に、雌は変態して成体の姿になる。
ちなみにこの生活史は同類の自由生活のものとほとんど変わらず、大きく異なるのは雌成体が変態をすることだけである。
第一コペポディド幼生の時期までは自由生活だが、それ以降は宿主を必要とする。この時期からの幼生は宿主の体表を這い回り、その粘膜に口を差し込んで吸血し、栄養を得る。時に体表から離れて遊泳し、宿主を変えることがある。雌成体は頭を宿主体内に差し込んで固着し、移動はしなくなる。
越冬は成体により、温度が低下すると魚の身体の上で成体がそのまま越冬する。個体の寿命は雌では約2ヶ月、雄では3-4週間であるが、越冬する個体は約6ヶ月にも達する。

## 宿主
宿主の範囲は広く、金魚、フナ、コイ、ドジョウ、モツゴ、メダカなど多くの淡水魚の他に、イモリやオタマジャクシに寄生する例も知られている。日本で本種の寄生が確認された宿主は18科34種にも上る（ただし外来種と飼育下のものを含む）。

## 分布
世界の淡水域に広く分布する。日本でも全国的に広く分布するが、なぜか東北地方から記録がない。

## 分類
本種は広く世界から知られているもので、リンネが記載した。ただし日本産のものは1925年に 別種と判断され L. elegans の名で新種として記載されたことがある。これは後に同物異名とされた。
本属のものとしては、日本では他に以下の1種が、また近縁属のもの1種が記録されている。
- Lernaea　イカリムシ属
  - L. cyprinaea　イカリムシ
  - L. parsasiluri　ナマズイカリムシ
- Lamproglena　ヒメイカリムシ属
  - L. chinensis　ヒメイカリムシ

なお、本種を含むイカリムシ科はかつては寄生性のものからなるウオジラミ目に含めたが、現在では上記の目に置かれている。この目に所属するものは、ほとんどが自由生活の動物プランクトンである。

## 利害

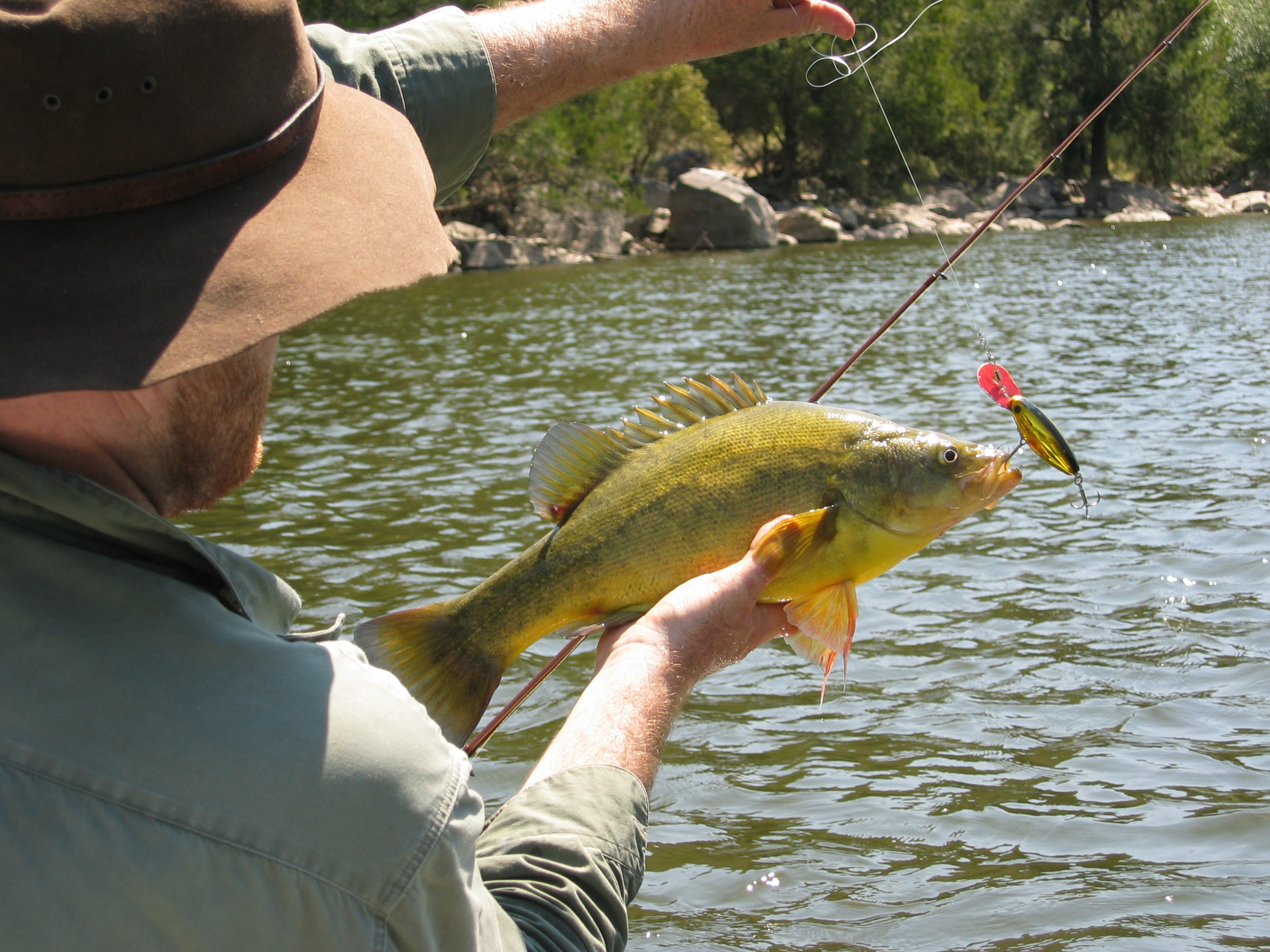
ゴールデンパーチ
背びれ後端の赤班が寄生部位

金魚、コイ、ウナギの養魚場で大量寄生して大きな損害を与える場合がある。特に愛知や静岡のウナギや金魚の養殖場で大きな被害があるとのこと。
本種による寄生はイカリムシ症(Lernaeosis)と呼ばれ、魚の病気としてもっとも古くから知られたものの一つである。寄生部位周辺に炎症を起こし、あるいは粘液の過剰分泌を生じる。更にその傷口では皮膚やその下の筋肉に壊死が起き、細菌、真菌、原虫などによる二次感染を引き起こすとも言われる。15℃以上で繁殖を始め、年間に4-5世代を繰り返し，繁殖力は強い。
金魚の場合、壁や床に身体を擦りつける行動が見られ、食欲は落ちる。寄生虫の数が多くなると死ぬこともある。

### 駆除
水産用の防除薬はあるが、成体に効果はなく、自由生活か魚の体表の幼生のみを殺すものなので、3週間ほどの間を置いて数回散布する必要がある。
個々に成体を退治するにはピンセットで引っこ抜き、あとに傷薬を塗る。この際に、先端を残さないようにしなければならず、途中で切れると再生する。また、水槽飼いでは定期的な水替えが本種の繁殖を抑える効果がある。